# Vita e Stòria de Nanetto Pipetta
A Vita e Stòria de Nanetto Pipetta (Vida e História de Nanetto Pipetta) é uma narrativa de autoria do frei capuchinho Aquiles Bernardi, publicada originalmente em forma de folhetim pelo jornal Staffetta Riograndense entre 23 de janeiro de 1924 e 18 de fevereiro de 1925. Foi a primeira obra ficcional escrita na língua talian no Rio Grande do Sul.
Nanetto Pipetta é um personagem fictício, e a sua história, escrita em linguagem coloquial, descreve a vida dos primeiros imigrantes italianos na Serra Gaúcha, que tinham chegado à América acalentados pelo sonho de encontrar o país da Cocanha, como a propaganda dos agentes da imigração prometia, uma terra fabulosa de imensa fartura onde corriam rios de leite e mel. A Cocanha não existia, e a fartura, como mostra o texto, teve de ser conquistada com muito trabalho. Contudo, há muitos episódios humorísticos entremeados. Frei Aquiles era filho de imigrantes e conhecia bem a realidade da colonização, e para compor sua narrativa disse que se inspirou em alguns relatos de viagens e romances vênetos sobre a América.
Em 1937 a coletânea de crônicas foi reunida em livro, com o subtítulo Nassuo in Itália e vegnuo in Mérica par catare la cucagna (Nascido na Itália e vindo para a América para encontrar a Cocanha), com ilustrações de frei Gentil de Caravaggio. A receptividade da publicação foi enorme, e hoje o personagem é interpretado como um símbolo das utopias acalentadas pelos imigrantes em contraste com a dura realidade que enfrentaram na empreitada colonizadora.
Apesar do sucesso, o Nanetto foi condenado à clandestinidade durante a II Guerra Mundial, quando o governo de Getúlio Vargas desenvolvia uma política nacionalista que reprimia estrangeirismos. Em 1956 foi reeditado por Virgínio José Bortolotto, sendo rapidamente esgotado. Já teve várias reedições, com mais de 150 mil exemplares comercializados. A história de Nanetto está presente nas bibliotecas italianas e já foi objeto de vários estudos acadêmicos, enfocando aspectos linguísticos, literários, históricos e sociológicos. Recebeu uma continuação a partir de 1990, escrita por vários autores também em talian, e publicada pelo mesmo jornal. Em 2010 foi publicada uma versão em seis idiomas (talian, italiano, português, espanhol, francês e hunsrück), com edição de frei Clemente Dotti, comemorando o centenário do Correio Riograndense.
A história saiu das páginas do livro e foi incorporada ao folclore dos descendentes de italianos, foi adaptada com muito sucesso para o teatro pelo grupo Miseri Coloni, ficando em cartaz em sua primeira versão de 1987 a 1997 e alcançando um público de mais de 70 mil pessoas em mais de 150 apresentações em várias cidades brasileiras e italianas, e uma estátua de Nanetto foi erguida em 2006 no parque da Festa da Uva de Caxias do Sul, criada pelo artista Roberto Mugnol.